# Cal Mingo (Pinell de Solsonès)
Cal Mingo és una masia situada al municipi de Pinell de Solsonès, a la comarca catalana del Solsonès.
Està situada a 668 m d'altitud.